# Obrzynowo (przystanek kolejowy)
Obrzynowo – zlikwidowany przystanek osobowy, a dawniej stacja kolejowa w Obrzynowie na linii kolejowej Myślice – Szlachta, w województwie pomorskim.